# Robert Cornthwaite
Robert Cornthwaite (Blackburn, 24 oktober 1985) is een Australisch-Engels voormalig voetballer die doorgaans speelde als centrale verdediger. Tussen 2003 en 2018 speelde hij voor Adelaide City Force, Enfield City Falcons, White Woodville, Adelaide United, Adelaide Olympic, Jeonnam Dragons, Selangor FA, Western Sydney Wanderers en Perak TBG. Cornthwaite maakte in 2009 zijn debuut in het Australisch voetbalelftal en kwam uiteindelijk tot vijftien interlands en drie treffers.

## Clubcarrière
Cornthwaite had gespeeld bij verschillende kleine clubs in Australië, toen hij in 2005 een verbintenis ondertekende bij Adelaide United. Daar zat hij in zijn eerste twee jaargangen voornamelijk op de reservebank, maar naarmate de tijd verstreek, kreeg hij meer een meer speeltijd en wist hij zelfs een basisplaats te veroveren. In oktober 2009 verlengde de verdediger zelfs zijn contract met de club voor drie jaar. Deze drie jaar zou hij echter niet vol maken; op 8 maart 2011 maakte Cornthwaite bekend een tweejarige verbintenis bij het Zuid-Koreaanse Jeonnam Dragons te hebben ondertekend. In de zomer van 2016 keerde Cornthwaite terug naar Australië, waar hij zijn handtekening zette onder een contract tot eind 2018 bij Western Sydney Wanderers. Na anderhalf jaar verliet hij de Wanderers om terug te keren naar Maleisië, waar hij ging spelen voor Perak TBG. In juli 2018 zette Cornthwaite een punt achter zijn actieve loopbaan.

## Interlandcarrière
Cornthwaite maakte zijn debuut in het Australisch voetbalelftal op 5 maart 2009, toen met 0–1 verloren werd van Koeweit. Van bondscoach Pim Verbeek moest de verdediger op de bank beginnen en in de tweede helft mocht hij invallen voor Craig Moore. Zijn eerste interlanddoelpunt scoorde hij op 14 november 2012, toen hij tegen Zuid-Korea (1–2 winst) het winnende doelpunt wist te maken.
| Interlands van Robert Cornthwaite voor Australië | Interlands van Robert Cornthwaite voor Australië | Interlands van Robert Cornthwaite voor Australië | Interlands van Robert Cornthwaite voor Australië | Interlands van Robert Cornthwaite voor Australië | Interlands van Robert Cornthwaite voor Australië |
| №                                                | Datum                                            | Wedstrijd                                        | Uitslag                                          | Competitie                                       | Goals                                            |
| Als speler bij Adelaide United                   | Als speler bij Adelaide United                   | Als speler bij Adelaide United                   | Als speler bij Adelaide United                   | Als speler bij Adelaide United                   | Als speler bij Adelaide United                   |
| ------------------------------------------------ | ------------------------------------------------ | ------------------------------------------------ | ------------------------------------------------ | ------------------------------------------------ | ------------------------------------------------ |
| 1                                                | 5 maart 2009                                     | Australië – Koeweit                              | 0 – 1                                            | AK 2011 kwalificatie                             |                                                  |
| Als speler bij Jeonnam Dragons                   |                                                  |                                                  |                                                  |                                                  |                                                  |
| 2                                                | 14 november 2012                                 | Zuid-Korea – Australië                           | 1 – 2                                            | Vriendschappelijk                                | 88'                                              |
| 3                                                | 3 december 2012                                  | Hongkong – Australië                             | 0 – 1                                            | EAFF Cup 2013 kwalificatie                       |                                                  |
| 4                                                | 5 december 2012                                  | Noord-Korea – Australië                          | 1 – 1                                            | EAFF Cup 2013 kwalificatie                       |                                                  |
| 5                                                | 7 december 2012                                  | Guam – Australië                                 | 0 – 9                                            | EAFF Cup 2013 kwalificatie                       |                                                  |
| 6                                                | 9 december 2012                                  | Australië – Chinees Taipei                       | 8 – 0                                            | EAFF Cup 2013 kwalificatie                       | 17'                                              |
| 7                                                | 6 februari 2013                                  | Roemenië – Australië                             | 3 – 2                                            | Vriendschappelijk                                | 54'                                              |
| 8                                                | 26 maart 2013                                    | Australië – Oman                                 | 2 – 2                                            | WK 2014 kwalificatie                             |                                                  |
| 9                                                | 4 juni 2013                                      | Japan – Australië                                | 1 – 1                                            | WK 2014 kwalificatie                             |                                                  |
| 10                                               | 11 juni 2013                                     | Australië – Jordanië                             | 4 – 0                                            | WK 2014 kwalificatie                             |                                                  |
| 11                                               | 18 juni 2013                                     | Australië – Irak                                 | 1 – 0                                            | WK 2014 kwalificatie                             |                                                  |
| 12                                               | 20 juli 2013                                     | Zuid-Korea – Australië                           | 0 – 0                                            | EAFF Cup 2013                                    |                                                  |
| 13                                               | 25 juli 2013                                     | Japan – Australië                                | 3 – 2                                            | EAFF Cup 2013                                    |                                                  |
| 14                                               | 28 juli 2013                                     | Australië – China                                | 3 – 4                                            | EAFF Cup 2013                                    |                                                  |
| 15                                               | 7 september 2013                                 | Brazilië – Australië                             | 6 – 0                                            | Vriendschappelijk                                |                                                  |